# Parbhani
Parbhani (hindi परभणी, trl. Parbhaṇī, trb. Parbhani; ang. Parbhani) – miasto w środkowych Indiach, na Wyżynie Dekan, w stanie Maharashtra, siedziba władz dystryktu Parbhani.
- Liczba mieszkańców: 259 170 (2001).

Miasto to stanowi ważny ośrodek przemysłu włókienniczego oraz spożywczego.